# TD+
TD Más es un canal de televisión por suscripción costarricense especializado en el deporte, principalmente de ese país. Fue lanzado el 15 de junio de 2013 en las cableoperadoras Cabletica y Plus TV y es propiedad de Teletica. Posee además una señal secundaria, TD+2, lanzado el 13 de febrero de 2017.

## Historia
TD Más comenzó transmisiones el 15 de junio de 2013, fue creado como una extensión de Teletica Deportes, para ser un elemento diferenciador de Cabletica (hoy  Liberty Costa Rica) con respecto a otras empresas de televisión por cable, sin embargo, años más tarde, el canal adoptó un estilo y una línea editorial independiente de Teletica Deportes tanto en televisión como en sus redes sociales, y logró diversificar su oferta con programación y producciones originales ajenas al ámbito deportivo.
En el 2018, TD Más hizo historia en la televisión de Costa Rica al convertirse en el primer canal nacional en transmitir un partido de un Mundial en TV de paga, ese hito se registró el 15 de junio del 2018 con el partido  Egipto- Uruguay en la Copa Mundial de Futbol de 2018, que se llevó a cabo en Rusia y a inicios de diciembre de 2018, la aplicación de TD Más comenzó a transmitir los partidos de Liga Deportiva Alajuelense como local con señal integra de la empresa Repretel.
A partir del 1 de febrero de 2021, dejó de ser exclusivo de Cabletica y Plus TV para ser distribuido en otras cableoperadoras de todo el país.

## Programación

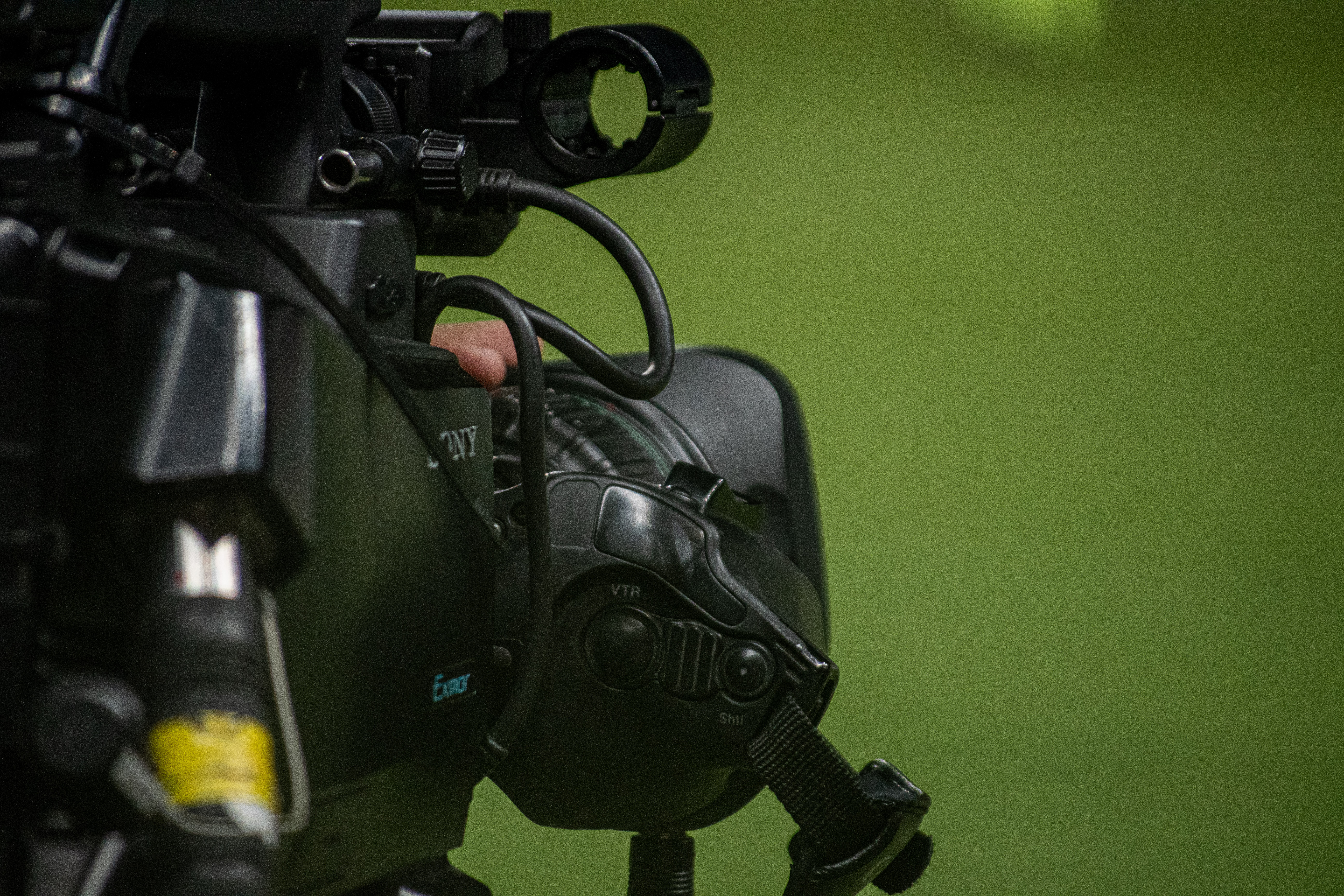
TD+ transmitiendo desde el Estadio Ricardo Saprissa

### Fútbol
- Primera División de Costa Rica TD+ Retransmite el torneo únicamente su app y web los partidos de local de los equipos de la primera división:
  - Liga Deportiva Alajuelense
  - Deportivo Saprissa
  - Club Sport Herediano
  - Club Sport Cartaginés
  - Guadalupe Fútbol Club
  - Municipal Liberia
  - Municipal Pérez Zeledón
- Segunda División de Costa Rica
- Primera División Femenina de Costa Rica Transmisión en vivo de los partidos de local de 6 equipos:
  - Saprissa FF
  - Alajuelense FF
  - Herediano FF
  - Dimas de Escazú
  - A.D. Moravia
- Amistosos y partidos oficiales de la Selección de fútbol de Costa Rica, al estilo Gradería Popular
- Eliminatoria de Concacaf
- Copa Mundial de Clubes de la FIFA

### Otros deportes transmitidos
- Copa del Café (Tenis)
- Básquetbol de Costa Rica
- Surfing
- Ciclismo
- Boliche
- Fut-Sala
- Beach Soccer
- Skate
- Golf

## Personalidades del canal
- Randall Vargas (Director General)
- Adrián Granados
- Adrián Méndez
- Adriana Hernández
- Allan Alemán
- Andrea Zamora
- Christian Sandoval Pacheco
- Daniel Quirós Cubero
- David Diach
- Francisco "Chico" Córdoba
- Gabriela Jiménez Hidalgo
- Guiselle López
- Gustavo López Carcamo
- Jorge Martínez Chaves
- Josué Quesada
- Juan Carlos Solano
- Luis Enrique Bolaños
- Lucho Retana
- Melissa Alvarado
- Pablo Segura
- Sara López
- Gustavo Peláez
- Víctor "El Mambo" Núñez

## Plataformas
TD Más cuenta con 2 señales de TV y un servicio streaming. 
| Logo | Nombre | Descripción | Lanzamiento                                              |
| ---- | ------ | --- | -------------------------------------------------------- |
|      | TD+    | Es el canal principal, emite principalmente eventos en vivo de deportes, programas de opinión y entretnimiento deportivo.           | 15 de junio de 2013                                      |
|      | TD+ 2  | Emite producciones originales y eventos deportivos, su programación esta enfocada al público juvenil.                               | 13 de febrero de 2017                                    |
|      | TDMAX  | (Anteriormente llamado TDMás CR) Es la plataforma Streaming con contenido original y retransmisión de eventos deportivos del canal. | marzo de 2018 (como TDMás CR) enero de 2022 (como TDMAX) |